# Horst Haider Munske
Horst Haider Munske (* 5. Mai 1935 in Görlitz) ist ein deutscher Sprachwissenschaftler und Hochschullehrer. Er ist emeritierter Professor für Germanische und Deutsche Sprachwissenschaft und Mundartkunde und Senior Fellow of Linguistics an der Friedrich-Alexander-Universität Erlangen-Nürnberg.

## Leben und Werk

### Schule und Studium
Horst Haider Munske besuchte das Carl-Duisberg-Gymnasium in Wuppertal-Barmen, wo er 1955 das Abitur ablegte. Er begann 1955 das Studium der Germanistik und Altphilologie (Graecum 1956) an der Rheinischen Friedrich-Wilhelms-Universität Bonn, setzte es 1956 an der Freien Universität Berlin in den Fächern Germanistik, Anglistik und Nordistik fort und wechselte 1957 zur Philipps-Universität Marburg. Von 1957 bis 1962 arbeitete er als studentische Hilfskraft bei Walther Mitzka am Projekt Schlesisches Wörterbuch der Deutschen Forschungsgemeinschaft und bei Ludwig Erich Schmitt am Deutschen Sprachatlas.

### Promotion, Habilitation und Professur in Marburg
In Marburg wurde Munske 1962 mit einer Dissertation über Das Suffix *-inga/unga in den germanischen Sprachen in den Fächern Germanistik, Nordistik und Keltologie promoviert. Von 1962 bis 1963 war er Wissenschaftlicher Mitarbeiter am Deutschen Sprachatlas. Anschließend unterrichtete er bis 1965 als Lektor für deutsche Sprache und Literatur an der Universität Uppsala in Schweden. Von 1965 bis 1969 erhielt er ein Habilitandenstipendium der Deutschen Forschungsgemeinschaft. Er habilitierte sich 1970 mit einer Arbeit über den germanischen Rechtswortschatz im Bereich der Missetaten und wurde 1970 zum beamteten Dozenten und 1971 zum Professor für Germanische und Nordische Philologie an der Universität Marburg ernannt. Von 1972 bis 1973 war er Dekan des Fachbereichs „Allgemeine und Germanistische Linguistik und Philologie“.

### Professur in Erlangen
1975 wurde Munske auf den Lehrstuhl für ‚Germanische und Deutsche Sprachwissenschaft und Mundartkunde‘ an der Friedrich-Alexander-Universität Erlangen-Nürnberg berufen. Dort widmete er sich dem Aufbau eines neuen Studiengangs im Magisterfach ‚Germanistische Sprachwissenschaft‘ und dem Fach ‚Deutsch‘ für das Lehramt an Gymnasien und erweiterte das Spektrum des Lehrstuhls um Professuren für ‚Deutsch als Fremdsprache‘, ‚Nordische Philologie‘ und ‚Computerlinguistik‘. Von 1982 bis 1986 war er Prodekan und Dekan der Philosophischen Fakultät II (Sprach- und Literaturwissenschaften) und vertrat die Fakultät bis 1992 als Senator. Er war von 1988 bis 1996 Gutachter der Deutschen Forschungsgemeinschaft im Fach Germanistische Sprachwissenschaft sowie von 1990 bis 2002 Vertrauensdozent der Deutschen Forschungsgemeinschaft an seiner Universität. 2002 gründete er das ‚Interdisziplinäre Zentrum für Dialektforschung‘ (IZD) an der Universität Erlangen-Nürnberg und war bis 2007 dessen Vorstandssprecher. 2008 gründete er den Verein ‚Alumni Germanistik Erlangen e. V.‘

### Forschungsschwerpunkte
Munskes wissenschaftliche Arbeiten gelten einerseits der traditionellen Breite des Faches von den altgermanischen Sprachen bis zur Dialektologie, andererseits erschließen sie neuere Methoden der Sprachkontaktforschung, der Schriftlinguistik, Lexikologie und Wortbildung. Folgende Themenfelder haben seine Erlanger Lehr- und Forschungstätigkeit in besonderem Maße geprägt: die Dialektforschung, Lexikologie und Wortbildung, die Orthographiereform, die Sprachkontaktforschung und das Friesische. Daneben galten viele Beiträge der Hochschulpolitik.

#### Dialektforschung
In Anknüpfung an seine Erfahrungen am Marburger Sprachatlas und an die wegweisenden Arbeiten seines Amtsvorgängers Ernst Schwarz begründete Munske 1987 mit mehreren bayerischen Kollegen das Großprojekt ‚Bayerischer Sprachatlas‘, das von der Deutschen Forschungsgemeinschaft und dem Freistaat Bayern langfristig gefördert wurde. Er übernahm die Leitung des Teilprojekts ‚Sprachatlas von Mittelfranken‘ und schloss es mit acht Karten- und Kommentarbänden (2000 bis 2014) sowie einem dokumentarischen Handbuch (2013) ab. Ein Markenzeichen dieses Regionalatlas ist die Verbindung von Sprachkarte und ausführlichen Kommentaren. Aus den Dialekterhebungen ging die Habilitationsschrift von Alfred Klepsch (* 1954) zum Jiddischen in Mittelfranken hervor.
Eine abschließende Charakteristik des inzwischen über 50-bändigen Bayerischen Sprachatlas erschien 2015.

#### Lexikologie und Wortbildung
Der germanischen Wortbildung galt Munskes Dissertation. In Erlangen startete er zwei Projekte der Deutschen Forschungsgemeinschaft zur frühneuhochdeutschen und zur mittelhochdeutschen Wortbildung, die mit fünf Dissertationen sowie einem Tagungsband zur Historischen Wortbildung des Deutschen (2002) abgeschlossen wurden. Das Besondere beider Projekte ist der strikte Korpusbezug und die textbezogene semantische Analyse sämtlicher belegter Wortbildungen. An diese Erfahrungen knüpft ein jüngstes, seit 2018 von der Fritz Thyssen Stiftung gefördertes Projekt an, das der ‚Produktivität und Kreativität in der Lexik des Ostfränkischen‘ gewidmet ist. Dabei wird vor allem die Wortbildung des im Fränkischen Wörterbuch dokumentierten Dialektwortschatzes untersucht.

#### Orthographiereform
Ein Zufall führte Munske in den Kreis der Orthographiereformer. Als das Institut für Deutsche Sprache den offiziellen Auftrag erhielt, Vorschläge zur Neuregelung der deutschen Rechtschreibung auszuarbeiten, fehlte ein Fachmann für den Fremdwortschatz. Munske hatte hierzu publiziert und war außerdem ein begeisterter Verfechter einer Rechtschreibreform. So wurde er über 10 Jahre zum aktiven Mitglied der einschlägigen Arbeitskommissionen. Er wirkte an den Reformvorschlägen von 1989, 1992 und der endgültigen Regelung von 1995 mit.
Allerdings wandelte sich im Laufe der Jahre, mit zunehmender Einarbeitung in das komplexe Feld der Rechtschreibung, seine Einstellung vom Reformfreund zu einem Kritiker, der für die Bewahrung der besonderen Strukturen der deutschen Orthographie eintrat. Als einziges Mitglied der Kommissionen votierte er gegen die Kleinschreibung. In zahlreichen Büchern, Aufsätzen und publizistischen Beiträgen von 1997 bis 2006 begründete er seine Haltung und focht, nun Hand in Hand mit den Kritikern aus Schule, Hochschule, Literatur und Journalistik, gegen eine oktroyierte, fehlerhafte und unnütze Rechtschreibreform. 1997 verließ er unter Protest die Zwischenstaatliche Kommission für deutsche Rechtschreibung. Nach seiner Emeritierung verfasste er ein „Lob der Rechtschreibung“ (2005), das 2008 ins Koreanische übersetzt wurde. 20 Jahre nach der Rechtschreibreform schrieb er für die französische Zeitschrift Cahiers de lexicologie eine „Erklärung der Rechtschreibreform“ (2018).

#### Sprachkontaktforschung
Munskes Beschäftigung mit Sprachenkontakt begann mit dem Artikel „Germanische Sprachen und deutsche Gesamtsprache“ im Lexikon der Germanistischen Linguistik (1973), wurde fortgesetzt durch Beiträge wie „Ist das Deutsche eine Mischsprache?“ (1995) und den Überblick „Fremdwörter in deutscher Sprachgeschichte. Integration oder Stigmatisierung?“ (2001). Sie fand Ausdruck in den Sammelbänden Eurolatein – das griechische und lateinische Erbe in den europäischen Sprachen (1996) sowie Deutsch im Kontakt mit germanischen Sprachen (2004). Letztlich hatte ihn sein Interesse an germanischen Sprachen zum Sprachkontakt und dies zur Orthographie geführt. Seine Erlanger Antrittsvorlesung (1976) galt dem Thema „Umgangssprache als Sprachenkontakterscheinung“, seine Abschiedsvorlesung (2003) widmete er dem Thema „Englisches im Deutschen“.

#### Frisistik
Seine Habilitationsschrift hatte Munske zu den umfangreichen altfriesischen Rechtsquellen geführt, die bislang sprachhistorisch wenig erschlossen waren. Das brachte ihn dazu, die Situation der Frisistik in dem Beitrag „Die Frisistik – ein Mauerblümchen der Germanischen Sprachwissenschaft“ (1979) kritisch zu beleuchten. Auf einer Fachtagung auf der Insel Föhr (1994) empfahl er dem kleinen, ins Abseits geratenen Fach ein Handbuch, das den Forschungsstand der letzten 100 Jahre umfassend darstellen, aber auch den Friesen in Nord-, Ost- und Westfriesland eine Identifikation bieten sollte. Die Idee wurde von einem Kreis junger Frisisten aus den drei Frieslanden aufgegriffen und führte, mit Unterstützung der privaten Ferring Stiftung sowie der Deutschen Forschungsgemeinschaft zum Handbuch des Friesischen / Handbook of Frisian Studies (2001) mit 79 Artikeln von 46 Autoren. Munske hat darin die altfriesische Wortbildung behandelt.

#### Hochschulpolitik
Mehrfach hat Munske publizistisch zu aktuellen Entwicklungen an der Universität Stellung genommen, zuletzt mit der Schrift Unsere Universität im Abstieg? Bologna, Bafög, Bachelor. Beobachtungen und Ratschläge (2014). Er ist Mitglied im Wissenschaftlichen Beirat des Vereins Deutsche Sprache (VDS).

### Schüler
Munske betreute von 1984 bis 2012 fünfundvierzig Dissertationen und acht Habilitationsschriften. Folgende Schülerinnen und Schüler sind als Professor/Professorin an einer Universität tätig: Gabriele Diewald (Hannover), Mechthild Habermann (Erlangen-Nürnberg), Alfred Klepsch (Erlangen-Nürnberg), Gerhard Koller (Erlangen-Nürnberg), Jinhee Lee (Busan/Korea), Elisabeth Leiss (LMU München), Peter O. Müller (Erlangen-Nürnberg), Sabine Schiffer (Frankfurt/Main), Petra Vogel (Siegen), Cha-jen Yen (Taipai/Taiwan).

### Mitgliedschaften
Von 1972 bis 2002 gehörte Munske dem Philosophischen Fakultätentag als Vorstandsmitglied an. Er ist (seit 1980) Mitglied der Kommission für Bayerische Landesgeschichte an der Bayerischen Akademie der Wissenschaften und (seit 1978) Mitglied der Fryske Akademy in Leeuwarden. Von 1986 bis 1996 war er Mitglied der ‚Kommission für Rechtschreibfragen‘ des Instituts für Deutsche Sprache (Mannheim) und des Internationalen Arbeitskreises für Orthographie sowie (1997) der zwischenstaatlichen ‚Kommission für deutsche Rechtschreibung‘.

### Privatleben
Munske ist verheiratet, hat mit seiner Frau Barbara Munske drei Söhne und lebt in Erlangen.

## Veröffentlichungen (Auswahl)

### Dialektologie
- „Umgangssprache als Sprachenkontakterscheinung“. In: Dialektologie. Ein Handbuch zur deutschen und allgemeinen Dialektforschung. Hrsg. von Werner Besch, Ulrich Knoop, Wolfgang Putschke, Herbert Ernst Wiegand. Berlin, New York: De Gruyter 1983, S. 2002–1018. (Auch in: Ausgewählte sprachwissenschaftliche Schriften, 2015, S. 647–687)
- (Hrsg. mit Robert Hinderling u. a.): Bayerischer Sprachatlas. (Sprachatlas von Bayerisch-Schwaben, Sprachatlas von Mittelfranken, Sprachatlas von Unterfranken, Sprachatlas von Nordostbayern, Sprachatlas von Niederbayern, Sprachatlas von Oberbayern). Heidelberg: Winter, 1996 ff.
- (Hrsg. mit Alfred Klepsch) Sprachatlas von Mittelfranken.
  - Band 1: Einführung. Von Alfred Klepsch unter Mitarbeit von S. Reichel, S. Arzberger, T. Heyse, A. Mang, H. H. Munske, K. Rädle, S. Rigoll, G. Rost, C. Rudisch und C. Schlichte. Heidelberg: Winter, 2003, 310 S., ISBN 3-8253-1422-7 (Bayerischer Sprachatlas; Regionalteil 2, Band 1)
  - Band 2: Mittelhochdeutsche Langvokale und Diphthonge. Von Steffen Arzberger, A. Klepsch, A. Mang, K. Rädle, S. Reichel, S. Rigoll, G. Rost und C. Rudisch. Heidelberg: Winter, 2004, Teilband 1: Karten und Kommentare: 436 S., Teilband 2: Beleglisten: 319 S., ISBN 3-8253-1620-3 (Bayerischer Sprachatlas; Regionalteil 2, Band 2)
  - Band 3: Mittelhochdeutsche Kurzvokale. Von Karin Rädle. Heidelberg: Winter, 2014, 269 S. ISBN 978-3-8253-6287-4 (Bayerischer Sprachatlas; Regionalteil 2, Band 3)
  - Band 4: Mittelhochdeutsche Konsonanten. Von Michaela Grüner und Claudia Rudisch. Heidelberg: Winter, 2007, 314 S., ISBN 3-8253-5301-X (Bayerischer Sprachatlas; Regionalteil 2, Band 4)
  - Band 5: Wortschatz. Von Steffen Arzberger und Stefanie Rigoll. Heidelberg: Winter, 2006, 514 S., ISBN 3-8253-5096-7 (Bayerischer Sprachatlas; Regionalteil 2, Band 5)
  - Band 6: Sprachregion Nürnberg. Von Alexander Mang. Heidelberg: Winter, 2005. 602 S., ISBN 3-8253-1634-3 (Bayerischer Sprachatlas; Regionalteil 2, Band 6)
  - Band 7: Morphologie und Syntax. Von Thurid Heyse, Alfred Klepsch, Alexander Mang, Sibylle Reichel und Steffen Arzberger. Heidelberg: Winter, 2007. 522 S., ISBN 3-8253-5374-5 (Bayerischer Sprachatlas; Regionalteil 2, Band 7)
  - Band 8: Wortschatz II. Von Markus Wollin. Heidelberg: Winter, 2010. 217 S., ISBN 3-8253-5820-8 (Bayerischer Sprachatlas; Regionalteil 2, Band 8)
- (Hrsg. mit Andrea Mathussek) Handbuch zum Sprachatlas von Mittelfranken. Dokumentation und Auswertung. Heidelberg: Winter, 2013. 294 S. ISBN 978-3-8253-6221-8 (= Schriften zum Bayerischen Sprachatlas Band 9)
- „Der Bayerische Sprachatlas (BSA)“. In: Roland Kehrein, Alfred Lameli, Stefan Rabanus (Hrsg.): Areale Variation des Deutschen. Projekte und Perspektiven. Berlin, New York: De Gruyter, 2015, S. 495–511. (Auch in: Ausgewählte sprachwissenschaftliche Schriften, 2015, S. 689–730)

### Lexikologie und Wortbildung
- Das Suffix -inga/-unga in den germanischen Sprachen. Seine Erscheinungsweise, Funktion und Entwicklung, dargestellt an den appellativen Ableitungen. Dissertation vom 18. Juni 1962, Universität Marburg, Phil. Fakultät, Marburg: Elwert, 1964, XI, 159 S. (= Marburger Beiträge zur Germanistik; Bd. 6)
- Der germanische Rechtswortschatz im Bereich der Missetaten. Philologische und sprachgeographische Untersuchungen. I. Die Terminologie der älteren westgermanischen Rechtsquellen (Habilitationsschrift 1970). Berlin, New York: De Gruyter, 1973, XI, 335 S. (Studia Linguistica Germanica 8/1).
- „Wie entstehen Phraseologismen?“ In: Vielfalt des Deutschen. Festschrift für Werner Besch. Hrsg. von K. J. Mattheier u. a., Frankfurt a. M. u. a.: Peter Lang, 2001, S. 481–516. (Auch in: Ausgewählte sprachwissenschaftliche Schriften, 2015, S. 83–133).
- (Hrsg. mit Peter von Polenz, Oskar Reichmann, Reiner Hildebrandt): Deutscher Wortschatz. Lexikologische Studien. Ludwig Erich Schmitt zum 80. Geburtstag von seinen Marburger Schülern. Berlin; New York: De Gruyter, 1988, XXXI, 927 S., ISBN 3-11-010892-5
- (Hrsg. mit Gaston van der Elst): Wortbildung des Nürnberger Frühneuhochdeutsch
  - Band 1: Peter O. Müller: Substantiv-Derivation in den Schriften Albrecht Dürers. Ein Beitrag zur Methodik historisch-synchroner Wortbildungsanalyse. Zugleich: Dissertation Universität Erlangen-Nürnberg, 1990. Berlin; New York: De Gruyter, 1993. XIX, 534 S., ISBN 3-11-012815-2 (= Wortbildung des Nürnberger Frühneuhochdeutsch; Bd. 1)
  - Band 2: Mechthild Habermann: Verbale Wortbildung um 1500. Eine historisch-synchrone Untersuchung anhand von Texten Albrecht Dürers, Heinrich Deichslers und Veit Dietrichs. Zugleich: Dissertation Universität Erlangen-Nürnberg, 1990. Berlin; New York: De Gruyter 1994. XX, 581 S., ISBN 3-11-013178-1 (= Wortbildung des Nürnberger Frühneuhochdeutsch; Bd. 2)
  - Band 3: Barbara Thomas: Adjektivderivation im Nürnberger Frühneuhochdeutsch um 1500. Eine historisch-synchrone Analyse anhand von Texten Albrecht Dürers, Veit Dietrichs und Heinrich Deichslers. Zugleich: Dissertation Universität Erlangen-Nürnberg., 2001. Berlin, New York: De Gruyter 2002. VI, 593 S., ISBN 3-11-017348-4 (= Wortbildung des Nürnberger Frühneuhochdeutsch; Band 3)
- (Hrsg. mit Mechthild Habermann und Peter O. Müller): Historische Wortbildung des Deutschen. Tübingen: Niemeyer, 2002, VII, 474 S., ISBN 3-484-31232-7 (= Reihe germanistische Linguistik; 232)
- „Lexikologie und Wortgeschichte“. In: Georg Stötzel (Hrsg.), Germanistik. Forschungsstand und Perspektiven. Vorträge des Deutschen Germanistentages, Berlin, New York: De Gruyter, 1985, S. 27–42
- „Wortschatzwandel im Deutschen“. In: Lexikologie. Ein internationales Handbuch zur Natur und Struktur von Wörtern und Wortschätzen. Hrsg. von D. Alan Cruse u. a. Berlin, New York: De Gruyter, 2005, S. 1385–1398.
- „Was sind eigentlich ‚hybride‘ Wortbildungen?“ In: Studien zur Fremdwortbildung, hrsg. von Peter O. Müller. Hildesheim/Zürich/New York: Olms, 2010, S. 223–260 (= Germanistische Linguistik 197–198, 2009)
- Unser Deutsch. FAU University Press, Erlangen.
  - Unser Deutsch. 100 Glossen zum heutigen Wortschatz. 2019.
  - Unser Deutsch II. Neue Glossen zum heutigen Wortschatz. 2020.
  - Unser Deutsch III. Neueste Glossen zum heutigen Deutsch. 2022.

### Orthographie
- „Läßt sich die deutsche Orthographie überhaupt reformieren?“ In: Sprachgeschichte und Sprachkritik. Festschrift für Peter von Polenz zum 65. Geburtstag. Hrsg. von Hans Jürgen Heringer und Georg Stötzel. Berlin; New York: De Gruyter, 1993, VIII, 370 S., ISBN 3-11-013583-3, S. 129–156 (Wiederabdruck in: Orthographie als Sprachkultur, 1997, S. 177–205)
- „Das und daß. Ein exemplarischer Fall der Orthographiegeschichte und Orthographiereform“. In: Sprachwissenschaft Bd. 18 (1993), S. 406–416 (auch in: Ausgewählte sprachwissenschaftliche Schriften, 2015, S. 237–251)
- „Zur Verteidigung der deutschen Orthographie: die Groß- und Kleinschreibung“. In: Sprachwissenschaft Bd. 20 (1995), S. 278–322 (auch in: Ausgewählte sprachwissenschaftliche Schriften, 2015, S. 253–312.)
- Orthographie als Sprachkultur. Frankfurt am Main u. a.: Peter Lang, 1997, 336 Seiten, ISBN 3-631-31142-7 (darin u. a. neun Aufsätze von 1985 bis 1995).
- (Hrsg. mit Hans-Werner Eroms): Die Rechtschreibreform. Pro und Kontra. Berlin: Erich Schmidt, 1997, 264 S., ISBN 3-503-03786-1
- „Goethe kann sich nicht mehr wehren“. In: Der Tagesspiegel vom 5. Juli 1997
- „Was soll eine Orthographiereform leisten, was soll sie lassen?“ In: Sprachwissenschaft 23/4 (1998), S. 413–421.
- „Verfehlte Kulturpolitik – Rechtschreibreform: Wird die deutsche Sprache den Stempel der Europa-Untauglichkeit erhalten?“ In: Kunst + Kultur vom 23. Januar 1998 (auch in: Ausgewählte sprachwissenschaftliche Schriften, 2015, S. 325–336.)
- „Rechtschreibreform I: Von der Amtshilfe zum Protest“. In: (Hrsg. mit Mechthild Habermann) Germanistische Linguistik in Erlangen. Eine Bilanz nach 50 Jahren. Institut für Germanistik. Erlangen: Palm & Enke, 2000, 169 Seiten, ISBN 3-7896-0650-2, S. 129–139. Auch online (auch in: Ausgewählte sprachwissenschaftliche Schriften, 2015, S. 313–336.)
- Die angebliche Rechtschreibreform, St. Goar: Leibniz, 2005, 163 Seiten, ISBN 3-931155-13-7[6]
- Lob der Rechtschreibung. Warum wir schreiben, wie wir schreiben. München: Beck, 2005, 141 S., ISBN 3-406-52861-9 (Beck’sche Reihe; 1671), Koreanische Übersetzung durch Jinhee Lee. Soul 2008
- „Variantensalat. Warum die Reform der Rechtschreibreform scheitert“. In: Frankfurter Allgemeine Zeitung 1. März 2006 (auch unter sprachforschung.org)
- „Über die künftige Pflege der deutschen Rechtschreibung“. In: Peter Eisenberg (Hrsg.): Niemand hat das letzte Wort. Sprache, Schrift, Orthographie. Göttingen: Wallstein, 2006, 121 S., ISBN 978-3-8353-0059-0 (Valerio 3/2006, Publikation der Deutschen Akademie für Sprache und Dichtung.), S. 100–109
- „Erklärung der Rechtschreibreform“. In: Cahiers de lexicologie 112, 2018, S. 189–204.

### Sprachkontakt
- „Die skandinavischen Reineke-Fuchs-Übersetzungen des 16. bis 18. Jahrhunderts“. In: Niederdeutsches Jahrbuch 93 (1970), S. 36–53. (auch in: Ausgewählte sprachwissenschaftliche Schriften, 2015, S. 359–392)
- „Germanische Sprachen und deutsche Gesamtsprache“. In: Lexikon der Germanistischen Linguistik, hrsg. von H.P. Althaus, H. Henne, H.E. Wiegand. 2. völlig neubearb. und erw. Auflage. Tübingen, 1980, S. 661–672 (auch in: Ausgewählte sprachwissenschaftliche Schriften, 2015, S. 417–450)
- „Die Rolle des Lateins als Superstratum im Deutschen und in anderen germanischen Sprachen“. In: Ureland, P. Sture (Ed.), Die Leistung der Strataforschung und der Kreolistik. Typologische Aspekte der Sprachkontakte. Akten des 5. Symposions über Sprachkontakt in Europas. Tübingen: Niemeyer, 1982, S. 237–263
- „French Transferences with nasal vowels in the graphematics and phonology of the Germanic Languages“. In: P. Sture Ureland, Iain Clarkson: Scandinavian Language Contacts. London et al., Cambridge, 1984, S. 231–280
- „Ist das Deutsche eine Mischsprache? Zur Stellung der Fremdwörter im deutschen Sprachsystem“. In: Munske, Horst Haider et al. (Hrsg.): Deutscher Wortschatz. Lexikologische Studien. Ludwig Erich Schmitt zum 80. Geburtstag von seinen Marburger Schülern. Berlin: De Gruyter, 1988, S. 46–74 (auch in: Ausgewählte sprachwissenschaftliche Schriften, 2015, S. 451–495)
- „Ist eine europäische Sprachgeschichtsschreibung möglich?“ In: A. Gardt, J. Mattheier, O. Reichmann (Hrsg.): Sprachgeschichte des Neuhochdeutschen. Gegenstände, Methoden, Theorien. Tübingen: Niemeyer 1995, S. 399–411 (= RGL 156)
- (Hrsg. mit Alan Kirkness): Eurolatein – das griechische und lateinische Erbe in den europäischen Sprachen. Tübingen: Niemeyer, 1996 (RGL 169). 341 S.
- „Fremdwörter in deutscher Sprachgeschichte: Integration oder Stigmatisierung?“ In: (Hrsg.) Gerhard Stickel, Neues und Fremdes im deutschen Wortschatz. Aktueller lexikalischer Wandel. IDS-Jahrbuch 2000. Berlin, New York: De Gruyter 2001, S. 7–29 (auch in: Ausgewählte sprachwissenschaftliche Schriften, 2015, S. 551–585)
- (Hrsg.) Deutsch im Kontakt mit germanischen Sprachen, Tübingen: Niemeyer, 2004, 222 S., ISBN 3-484-31248-3 (Reihe germanistische Linguistik; 248)
- „Englisches im Deutschen. Analysen zum Anglizismenwörterbuch“. In: (Hrsg.) Deutsch im Kontakt mit germanischen Sprachen. Tübingen: Niemeyer 2004, S. 155–174 (auch in: Ausgewählte sprachwissenschaftliche Schriften, 2015, S. 587–615.)
- „o.k. [o’ke:] und k.o. [ka’o:]. Zur lautlichen und graphischen Integration von Anglizismen im Deutschen“. In: Carmen Scherer, Anke Holler (Hrsg.): Strategien zur Integration und Isolation nicht-nativer Einheiten und Strukturen. Berlin, New York: De Gruyter 2010, S. 31–50 (= Linguistische Arbeiten 532)

### Frisistik
- „Die Frisistik – Ein Mauerblümchen der Germanischen Sprachwissenschaft“. In: Nils Århammar, Teake Hoekema (Hrsg.): Scripta Frisica. Tinkbondel foar Arne Spenter (1926-1977), Groningen 1979, S. 165–176 (auch in: Ausgewählte sprachwissenschaftliche Schriften, 2015, S. 393–415.)
- „Bemerkungen zu Situation und Perspektiven der Frisistik in Deutschland“. In: V. F. Faltings, A. G. H. Walker, O. Wilts (Hrsg.): Friesische Studien II. Odense: Odense University Press 1995, S. 165–176
- (Hrsg. in Zusammenarbeit mit Nils Århammar, Volkert F. Faltings, Jarich F. Hoekstra, Oebele Vries, Alastair G. H. Walker, Ommo Wilts), Handbuch des Friesischen / Handbook of Frisian Studies. Tübingen: Niemeyer 2001, XIV, 846 Seiten
- „Wortbildung des Altfriesischen“. In: Handbuch des Friesischen/Handbook of Frisian Studies. Tübingen 2001, S. 636–647

### Hochschulpolitik
- „Nachruf auf Ernst Schwarz“. In: Zeitschrift für bayerische Landesgeschichte 47, 1984, S. 907–910
- „Fiebiger im Senat“. In: Friedrich-Alexander-Universität. Uni-Kurier Nr. 81, 1990. Sonderheft Die Ära Fiebiger – Friedrich-Alexander-Universität Erlangen-Nürnberg 1969–1990, S. 1–21
- (Hrsg. mit Mechthild Habermann) Germanistische Linguistik in Erlangen. Eine Bilanz nach 50 Jahren. Erlangen 2000, 169 S. ISBN 3-7896-0650-2
- „Der Reiseprofessor ist nirgendwo ganz zu Hause“. Frankfurter Allgemeine Zeitung vom 1. September 2011
- „Vom Grund der Sprache. Zum Tod des Linguisten Peter von Polenz“. Frankfurter Allgemeine Zeitung vom 30. August 2011
- „Sein Plan war genial. Zum Tode von Nikolaus Fiebiger“. Frankfurter Allgemeine Zeitung vom 10. April 2014
- „Die Bafög-Regelung passt nicht zum Bologna-Studium“. Frankfurter Allgemeine Zeitung vom 14. August 2014
- Unsere Universität im Abstieg? Bologna, Bafög, Bachelor. Beobachtungen und Ratschläge. Berlin: Frank & Timme 2014. 190 S. ISBN 978-3-7329-0101-2

### Sprachpflege
- Verteidigung der Sprache. Würzburg: Königshausen & Neumann 2024. ISBN 978-3-8260-9045-5